# Periceiu Mic, Sălaj
Periceiu Mic este un sat în comuna Pericei din județul Sălaj, Transilvania, România.
Până prin anii 1960, cătunul se numea Făgădău-Han.
Era pe „Drumul sării” și era la intersecția a două drumuri regionale.
În anii 1950, satul avea în jur de o sută de persoane, având și o școală primară.
În anul 2012 mai avea 17 locuitori.